# Wallonie-Bruxelles/Saison 2013
Dieser Artikel listet Erfolge und Fahrer des Radsportteams Wallonie-Bruxelles in der Saison 2013 auf.

## Erfolge in der UCI Europe Tour
| Datum      | Rennen                         | Kat. | Sieger            |
| ---------- | ------------------------------ | ---- | ----------------- |
| 9. Mai     | Ronde van Limburg              | 1.2  | Olivier Chevalier |
| 10. August | 3b. Etappe Tour of Szeklerland | 2.2  | Fabio Polazzi     |

## Abgänge – Zugänge
| Zugänge          | Team 2012           | Abgänge            | Team 2013      |
| ---------------- | ------------------- | ------------------ | -------------- |
| Maxime Anciaux   | Idemasport-Biowanze | Christophe Prémont | Crelan-Euphony |
| Antoine Demoitié | Idemasport-Biowanze | Jérôme Giaux       | Unbekannt      |
| Julien Stassen   | Idemasport-Biowanze | Philippe Legrand   | Unbekannt      |
|                  |                     | Robin Stenuit      | Unbekannt      |
|                  |                     | Kévin Thomé        | Unbekannt      |

## Mannschaft
| Name              | Geburtstag         | Nationalität |
| ----------------- | ------------------ | ------------ |
| Maxime Anciaux    | 28. Dezember 1990  | Belgien      |
| Quentin Bertholet | 18. Februar 1987   | Belgien      |
| Olivier Chevalier | 27. Februar 1990   | Belgien      |
| Jonathan De Witte | 24. August 1988    | Belgien      |
| Antoine Demoitié  | 16. Oktober 1990   | Belgien      |
| Tom Dernies       | 22. November 1990  | Belgien      |
| Boris Dron        | 17. März 1988      | Belgien      |
| Jonathan Dufrasne | 2. August 1987     | Belgien      |
| Laurent Evrard    | 22. September 1990 | Belgien      |
| Christian Patron  | 22. September 1988 | Belgien      |
| Fabio Polazzi     | 4. Mai 1985        | Belgien      |
| Julien Stassen    | 20. Oktober 1988   | Belgien      |
| Justin Van Hoecke | 9. August 1989     | Belgien      |